# San Francisco del Valle (kommun)
San Francisco del Valle är en kommun i Honduras.   Den ligger i departementet Departamento de Ocotepeque, i den västra delen av landet, 200 km väster om huvudstaden Tegucigalpa. Antalet invånare är 6 115.